# Bianca
Bianca är en inre måne till Uranus. Den upptäcktes från bilder tagna av Voyager 2 den 23 januari 1986 och fick den tillfälliga beteckningen S/1986 U 9. Den namngavs efter systern till Katherine i Shakespeares pjäs Så tuktas en argbigga. Den är också betecknad Uranus VIII.
Månen tillhör Portiagruppen, vilken också inkluderar Cressida, Desdemona, Juliet, Portia, Rosalind, Cupid, Belinda och Perdita. Dessa månar har liknande banor och fotometriska egenskaper.
Få saker är kända om Bianca utöver dess radie på 27 km, bana och geometriska albedo på cirka 0,08.
På Voyager 2:s bilder ser Bianca ut som ett långsträckt föremål, och bilderna antyder att Biancas storaxel pekar mot Uranus. Förhållandet mellan axlarna i Bianca utbredda sfäroid är 0,7 ± 0,2. Dess yta är gråfärgad.